# Белорусские шахматы

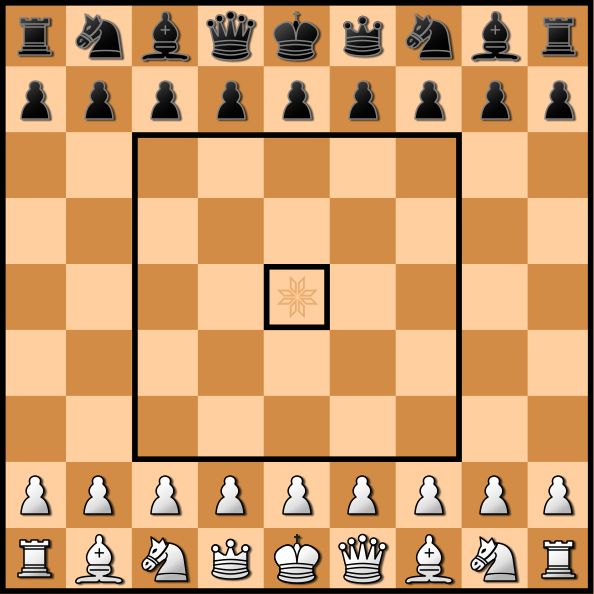
Белорусско-литвинские шахматы

Белорусские шахматы (также известные как Белорусско-литвинские шахматы) — разновидность шахмат, созданная в Белоруссии в 2010 году Александром Островским и Николаем Томашевичем. Распространяются в трёх вариантах: онлайн/десктоп игра, подарочный набор и набор «шляхетный выбор».
Основными отличиями игры являются доска на 81 клетку (9х9), наличие трона и дворца. Седьмой фигурой стал княжич, который при определённых условиях может стать князем. Остальные фигуры близки к своим аналогам в традиционных шахматах, но названы в честь исторических белорусских военных единиц.
Цель игры — захватить трон (клетка e5) и удерживать его в течение одного хода без объявления рокоша.

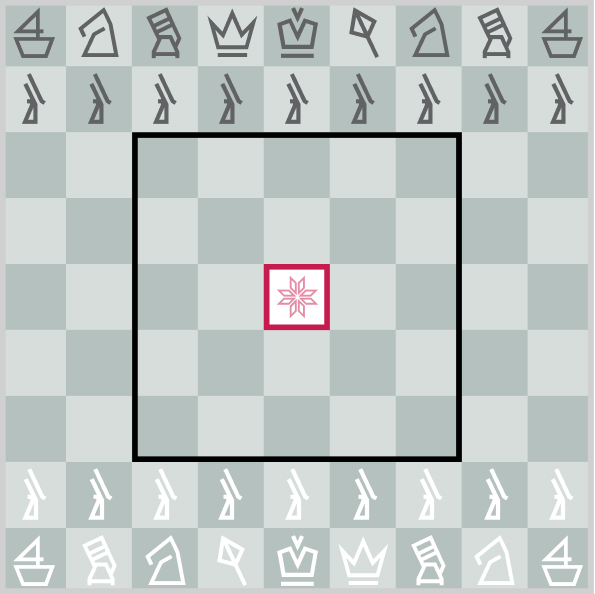
Центральная клетка поля - трон
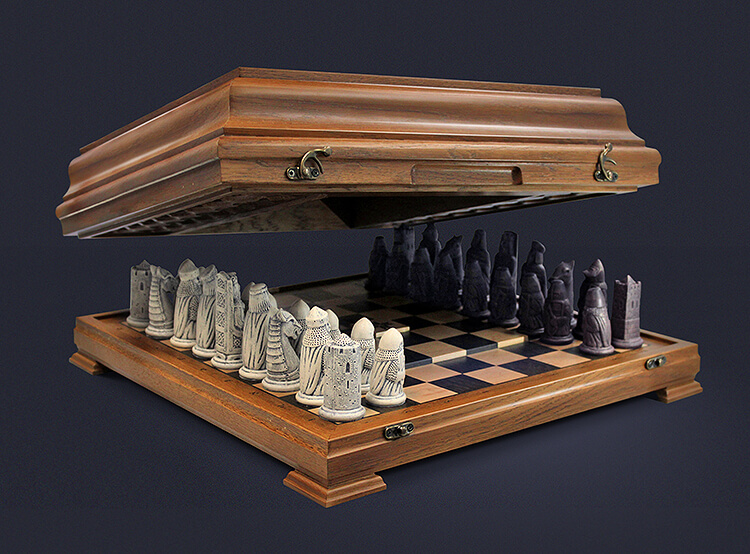
Доска для игры из набора "Шляхетный выбор"

## Правила
- Доска имеет размер 9х9 клеток (квадрат на 81 клетку)
- Фигуры (всего 36 фигур — по 18 с каждой стороны):

а) 9 ратников (в классических шахматах — пешка)
Располагаются вдоль поля (ряд № 2 — белые, № 8 — чёрные). Ходят на одну клетку вперёд. Могут совершить «прыжок» на две клетки при условии, что данный ратник ещё не ходил. Атакуют соперника на одну клетку по диагонали. Достигнув последней клетки по вертикали, могут превратиться в любую фигуру, которой нет на поле.
б) 2 ладьи (башни) (в классических шахматах — ладья)
Располагаются по углам доски (клетки a1 и i1 — белые; a9 и i9 — чёрные). Ходят прямо в любом направлении и на любое расстояние. Помогают князю при рокировке.
в) 2 пушки (в классических шахматах — слон)
Располагаются на клетках справа от левой ладьи и справа от гетмана (клетки b1 и g1 — белые; c9 и h9 — чёрные). Ходят по диагонали в любом направлении на любое расстояние.
г) 2 всадника (в классических шахматах — конь)
Располагаются на клетках слева от княжича и слева от правой ладьи (клетки c1 и h1 — белые; b9 и g9 — чёрные). Ходят буквой «Г» в любом направлении (2 клетки в одном направлении и 1 клетка в перпендикулярном).
д) гетман (в классических шахматах — ферзь)
Располагается справа от князя (клетка f1 — белый; d9 — чёрный). Ходит в любом направлении, в том числе по диагонали, и на любое расстояние.
е) княжич
Фигура, не имеющая аналогов в классических шахматах. Располагается слева от князя (клетка d1 — белый; f9 — чёрный). Ходит в любом направлении, в том числе по диагонали, на 1 или 2 клетки. Может занимать трон и перешагивать через него. Может превратиться в князя.
ж) князь (в классических шахматах — король)
Располагается строго по центру первого ряда (клетка e1 — белый; e9 — чёрный). Ходит в любом направлении, в том числе по диагонали, на 1 клетку. Может занимать трон и совершать рокировку. Может быть убит при определённых условиях.

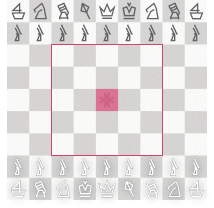
Доска для игры в Белорусско-литвинские шахматы. Красным квадратом обозначен трон
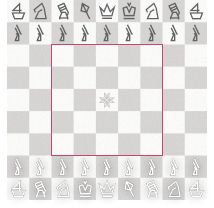
Доска для игры в Белорусско-литвинские шахматы. Красным цветом обозначен дворец
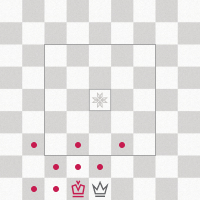
Расположение княжича на доске и его ходы
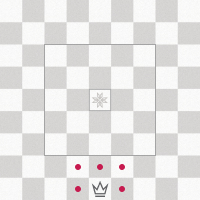
Расположение князя на доске и его ходы

- Центральная клетка поля (e5) называется «трон»:

а) Через трон не разрешается перешагивать ни одной фигуре, за исключением княжича.
б) Только князь и княжич имеют право занять трон (действие сопровождается словом «трон»). Причём при этом трон не должен являться битым полем противника.
в) При атаке фигуры, находящейся на троне (объявляется «рокош»), она должна уйти с трона, или любая другая фигура должна защитить её от прямой атаки.
- Квадрат размером 5х5 клеток в центре поля (c7:g7) называется «дворец»:

а) Центральной клеткой дворца является трон.
б) Самые важные события по захвату и удержанию власти происходят именно во дворце.
в) Княжич становится князем только при поддержке последнего, при этом князь должен стоять не далее 2 шагов от центра дворца (трона); этот процесс «инаугурации» является отдельным обязательным ходом.
- Если князь и ладья не делали никаких шагов в ходе игры, они имеют право совершить рокировку. При этом, между ними не должно быть других фигур и битых полей. Механика рокировки:

а) князь делает 2 или 3 шага к ладье.
б) ладья переходит на соседнюю с князем позицию по другую сторону от него.
- Игрок обязан спасти своего князя, если княжича нет на поле, о чём предупреждает слово «шах». При отсутствии возможности защиты своего князя последнему объявляется «мат». При отсутствии возможности совершить ход (фигуры лишены права сдвинуться с места) в игре объявляется «пат».
- Игра заканчивается:

1) словами «трон мой!»
2) при условиях:
а) Ничья:
- Оба соперника согласились на ничью.
- Сделано три повторяющихся хода обоими соперниками.
- Прошло 50 ходов с обеих сторон без взятия какой-либо фигуры.
- Одному из игроков объявлен «пат».

б) Победа:
- Князь либо княжич одного из игроков продержится на троне один ход без объявления «рокоша» соперником.
- Сопернику объявлен «мат».
- Один из соперников согласился с поражением.

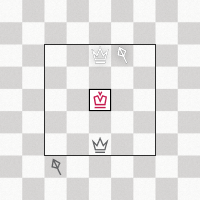
Заканчивается время, отведённое на партию.  - Княжич не смог взойти на трон, потому что князя не было во дворце. После того, как князь вошёл во дворец, княжич занял трон
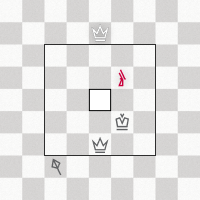
Княжич не смог встать на трон, потому что поле является битым полем ратника
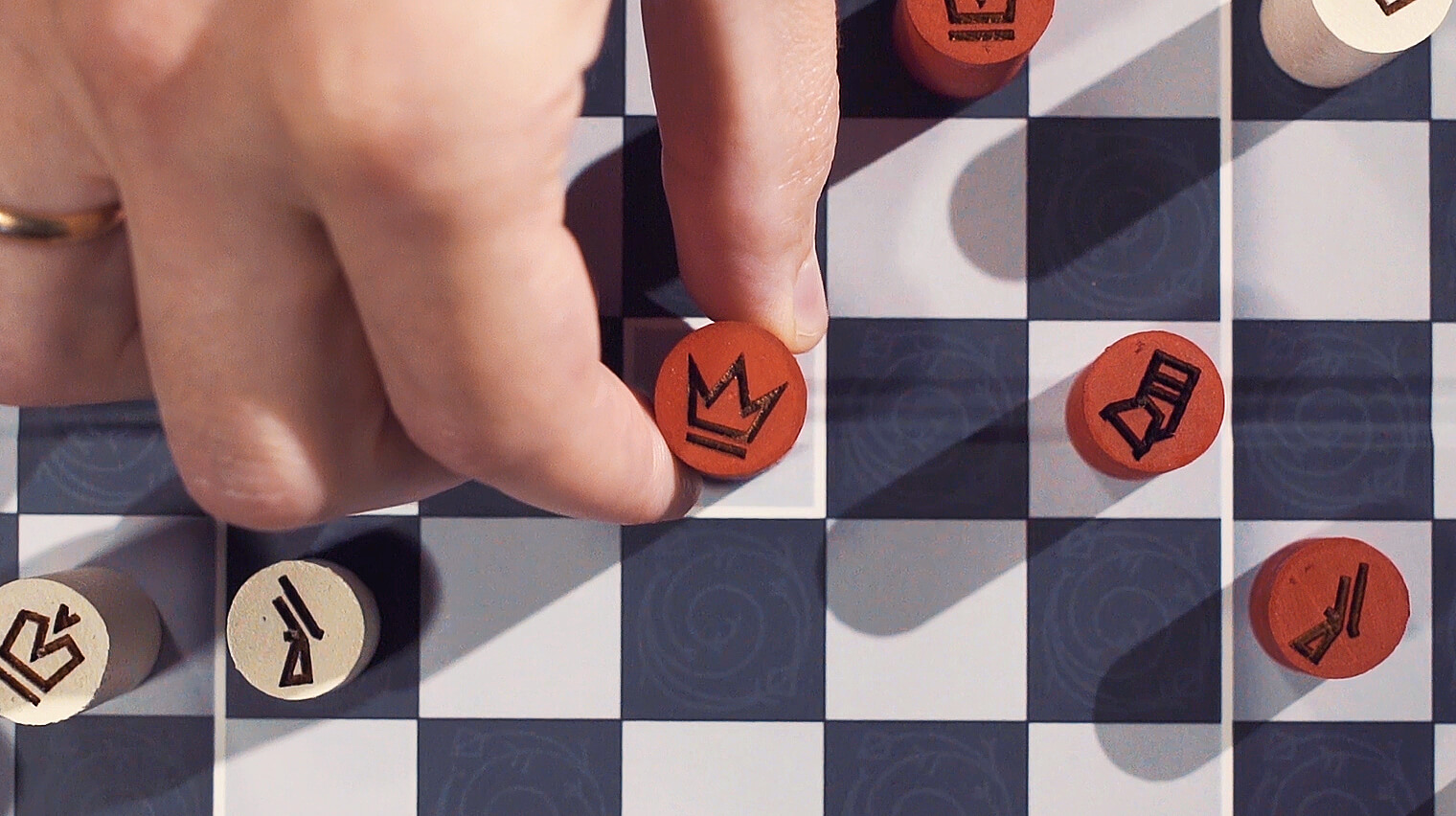
Так выглядит восхождение князя на трон в подарочном наборе Белорусских шахмат
  - Княжич не смог встать на трон, потому что поле является битым полем ратника
  - Так выглядит восхождение князя на трон в подарочном наборе Белорусских шахмат

- Итог игры:

1) Занятие трона, признание поражения, окончание времени — 2 балла победителю.
2) Мат — 1 балл.
3) Ничья — по 0,5 балла каждому участнику.
4) Поражение — 0 баллов.

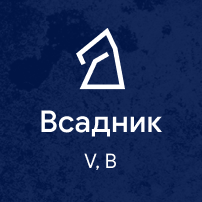
Сокращённо шахматные фигуры обозначаются следующим образом (латиница и кириллица соответственно): князь (A, А), княжич (K, К), гетман (G, Г), ладья (L, Л), пушка (M, М), всадник (V, В), ратник (r, р)[1].  - Фигура всадника из набора "Классика" в игре для Windows
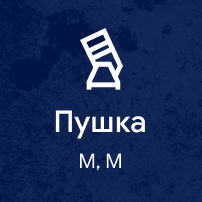
Фигура пушки из набора "Классика" в игре для Windows
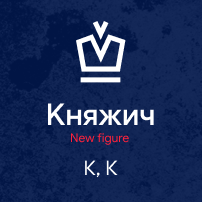
Фигура княжича из набора "Классика" в игре для Windows
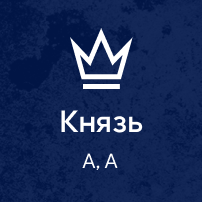
Фигура князя из набора "Классика" в игре для Windows
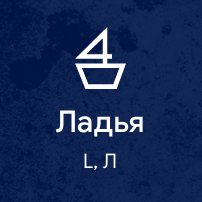
Фигура ладьи из набора "Классика" в игре для Windows
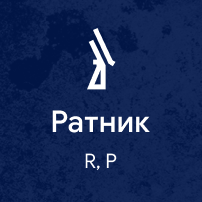
Фигура ратника из набора "Классика" в игре для Windows
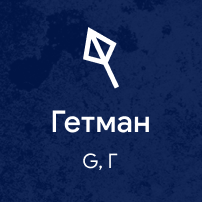
Фигура гетмана из набора "Классика" в игре для Windows
  - Фигура пушки из набора "Классика" в игре для Windows
  - Фигура княжича из набора "Классика" в игре для Windows
  - Фигура князя из набора "Классика" в игре для Windows
  - Фигура ладьи из набора "Классика" в игре для Windows
  - Фигура ратника из набора "Классика" в игре для Windows
  - Фигура гетмана из набора "Классика" в игре для Windows

## История

### Создание
Первоначальный вид игры приснился в 2000 году Александру Островскому (на то время профессору Гродненского медицинского университета): доска в виде пирамиды, размером 9х9 клеток, центром которой является трон (клетка е5). Спустя некоторое время для новой игры, получившей название «Белорусские шахматы», были придуманы следующие фигуры: князь (располагаются на клетках е1 и e9), гетман (f1 и d9), княжич (d1 и f9), шляхтич (g1 и c9, b1 и h9), конник (c1 и g9, h1 и b9), ладья (i1 и a9, a1 и i9) и 9 ратников (ряды 2 и 8).
Позже Александр Островский рассказывал:
Я реально сделал экземпляр шахмат по описанному примеру (наклеил на шахматную доску новый вариант шахматного поля, добавил фигуры), опробовал их (понравилось) и отнес Маркевичу в редакцию газеты «Пагоня», чтобы он напечатал описание новых шахмат и особенностей игры. Было это примерно в 1999—2000 гг. К сожалению, Маркевич ничего не напечатал, и те шахматы потерялись...
Александр Островский
комментарий на nashaziamlia.org

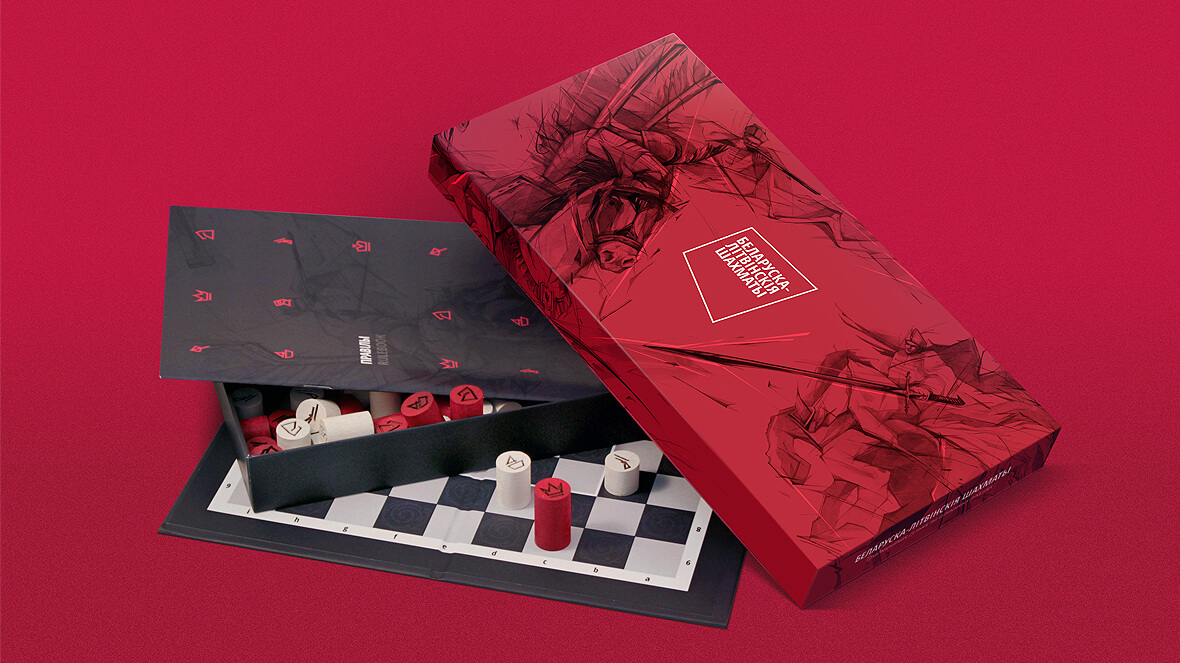
Открытый подарочный набор Белорусских шахмат
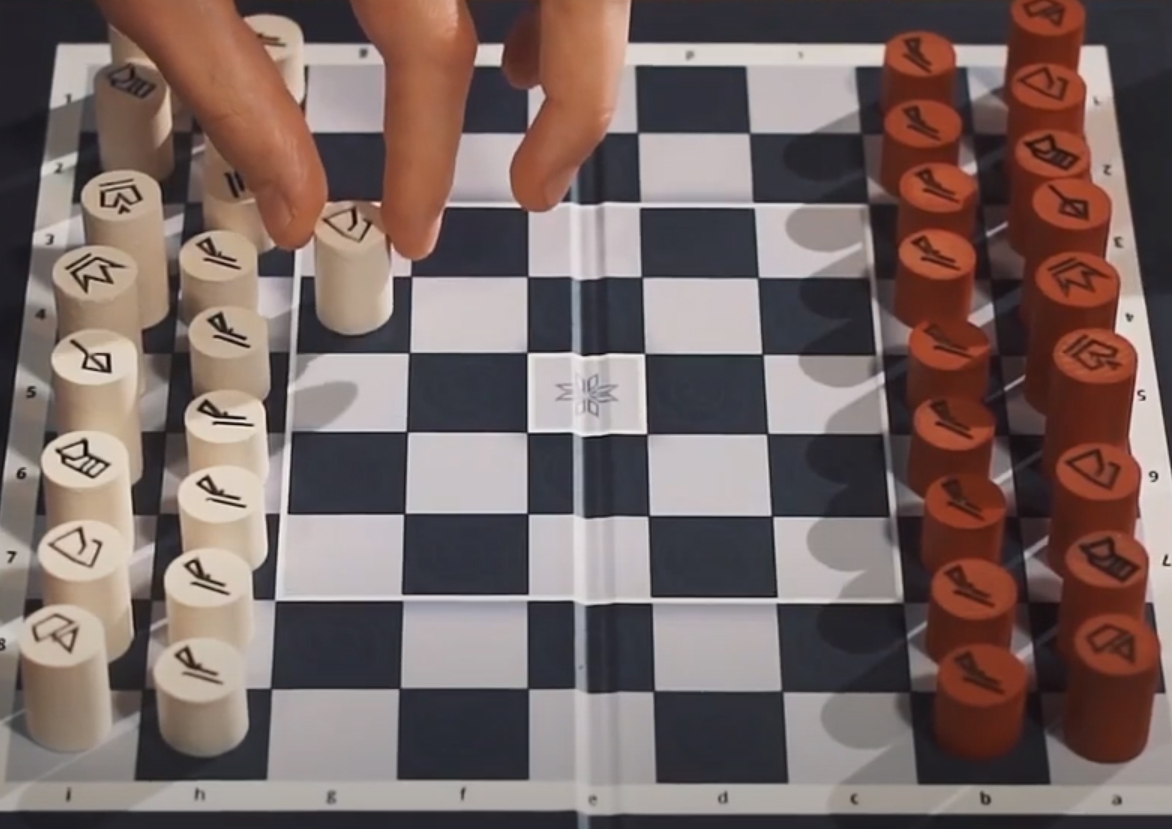
Игральное поле с фигурами подарочного набора Белорусских шахмат
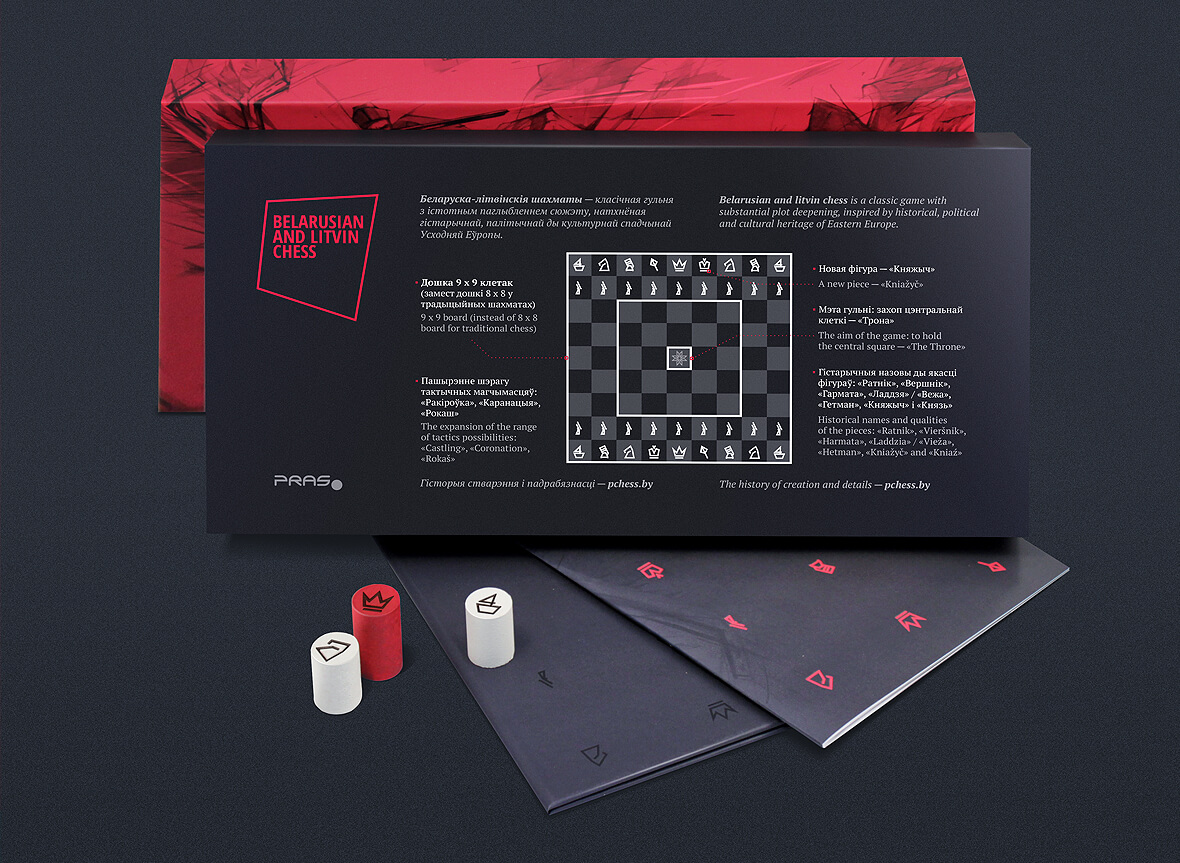
Обратная сторона подарочной коробки Белорусских шахмат

В 2009 году Николай Томашевич (на то время журналист газеты «Звязда») нашел информацию про набросок этих шахмат на сайте «Наша Зямля», где данная статья была опубликована 1 апреля исключительно ради забавы
Спустя некоторое время, после встречи Томашевича и Островского, было решено вместе закончить эту работу, а через шесть месяцев правила Белорусско-литвинских шахмат были полностью доработаны. Среди основных новшеств были:
- Смена названий фигур в честь исторических белорусских военных единиц (вместо конника — всадник, вместо шляхтича — пушка).
- Трон становится «непреодолимой границей» — через трон не разрешается переступать ни одной фигуре, за исключением князя и княжича.
- Княжич имеет право захватить трон.
- Достигнув конца поля, ратник превращается в любую фигуру, которой нет на поле.
- На поле появляется дворец — квадрат 5х5 клеток (c7:g7), в центре которого находится трон.

В свою очередь Александр Островский предложил заканчивать игру словами «трон мой!» и объявлять «рокош», если на фигуру, «обосновавшуюся» на троне, совершается нападение.

В июне 2010 года Николай Томашевич и дизайнер Алексей Кульбицкий начали работу над созданием физической и компьютерной модели шахмат. Первый вариант компьютерной модели появился в конце июля, а настоящая доска с фигурками — в середине сентября. Полностью оформленная компьютерная игра впервые стала доступна для бесплатного скачивания на сайте «Еврорадио» в конце ноября 2010 года.

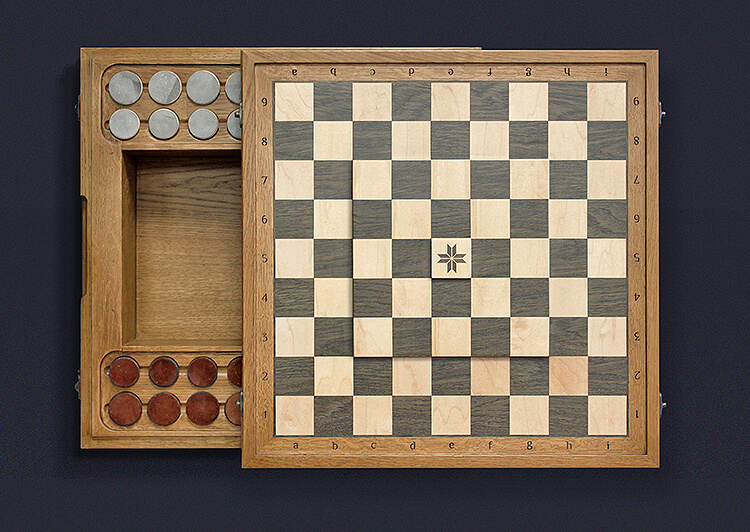
Доска набора "Шляхетный выбор" с троном посередине. Дуб, мореный дуб выжигание, инкрустация
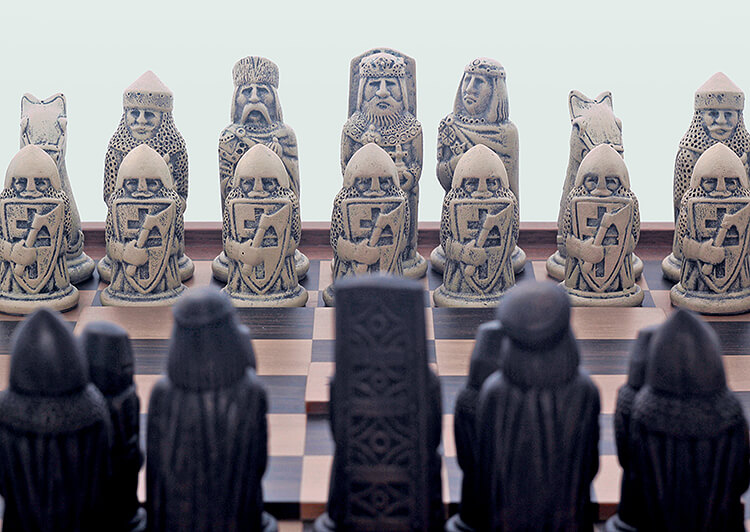
Фигуры набора "Шляхетный выбор" после выставления. Глина, ручная роспись

### Разные варианты правил
В самом начале существования Белорусских шахмат правила предусматривали непреодолимость трона для всех фигур, кроме князя и княжича. Это приводило к частой игровой ситуации, когда ратник на вертикали Е останавливался перед троном и фактически не имел возможности двигаться дальше по игровому полю. Для решения проблемы были придуманы альтернативные правила, получившие название «шляхетный вариант», который предусматривал:
- Наличие дворца и требование к княжичу занимать трон только в случае нахождения князя во дворце;
- Возможность становиться на трон любой фигуре без вероятности взятия (при этом трон нельзя игнорировать: при проходе через трон, любая фигура обязана на нем остановиться).

После нескольких лет существования двух параллельных вариантов в релиз-версии Белорусско-литвинских шахмат появились единые правила, которые вобрали в себя особенности обоих вариантов: непреодолимость трона и наличие дворца.

### Современный этап
В 2016 году IT-компания PRAS, основанная разработчиками прототипа компьютерной игры Алексеем Кульбицким и Николаем Томашевичем, закончила разработку шахмат и объявила о релизе. Был создан официальный сайт игры, на котором были представлены все возможные варианты: компьютерная игра для платформы Windows, подарочный набор и набор «шляхетный выбор» с возможностью оформления заказа и бесплатного скачивания.

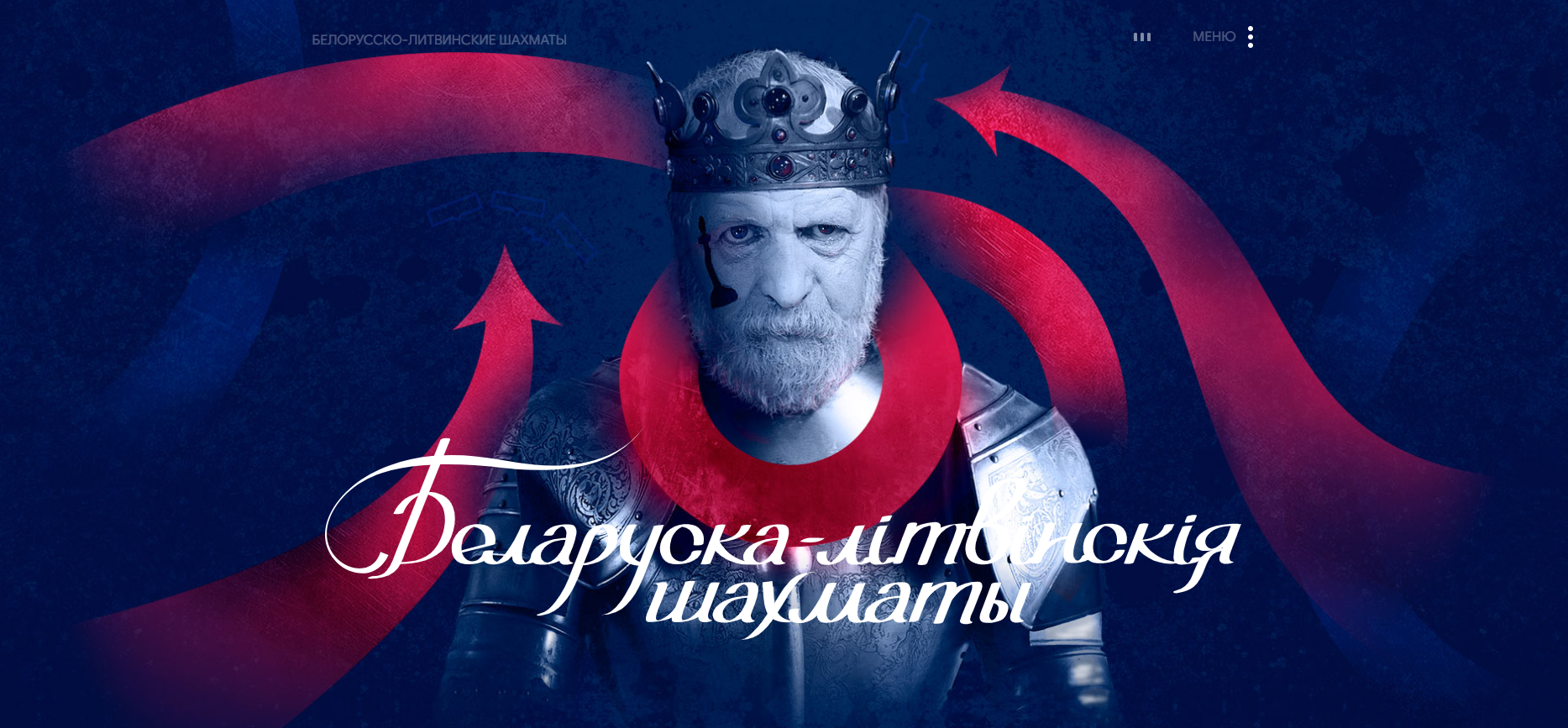
Титульное изображение с официального сайта Белорусских шахмат
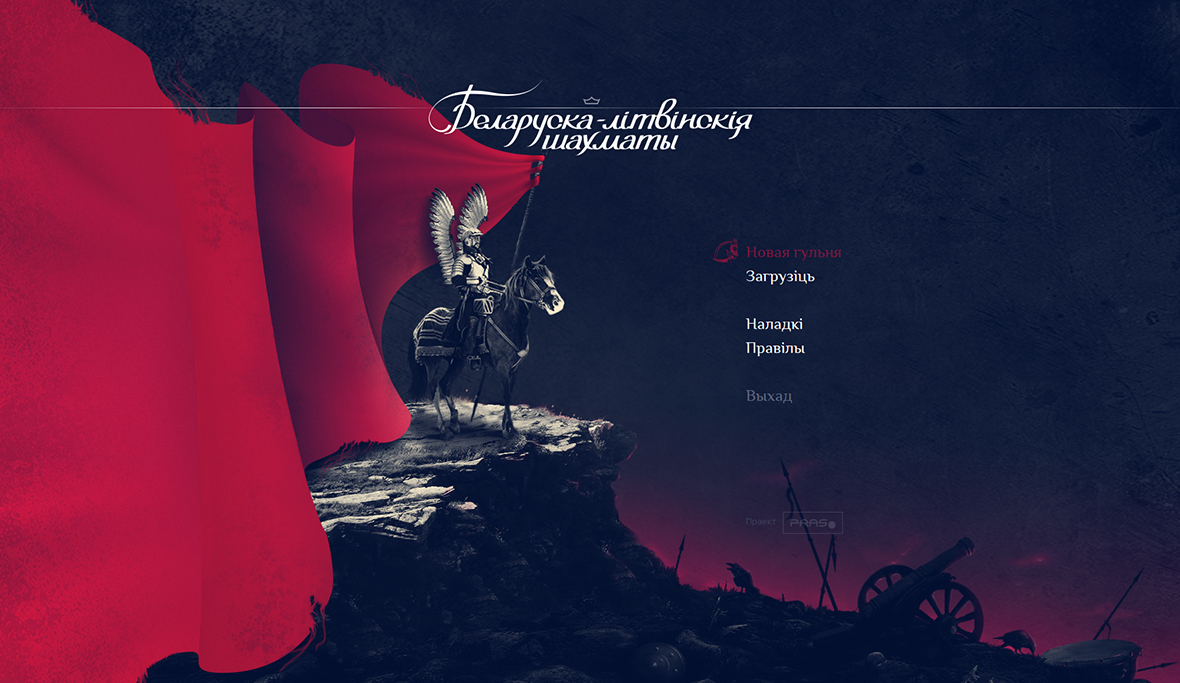
Первый экран игры "Белорусские шахматы для Windows"
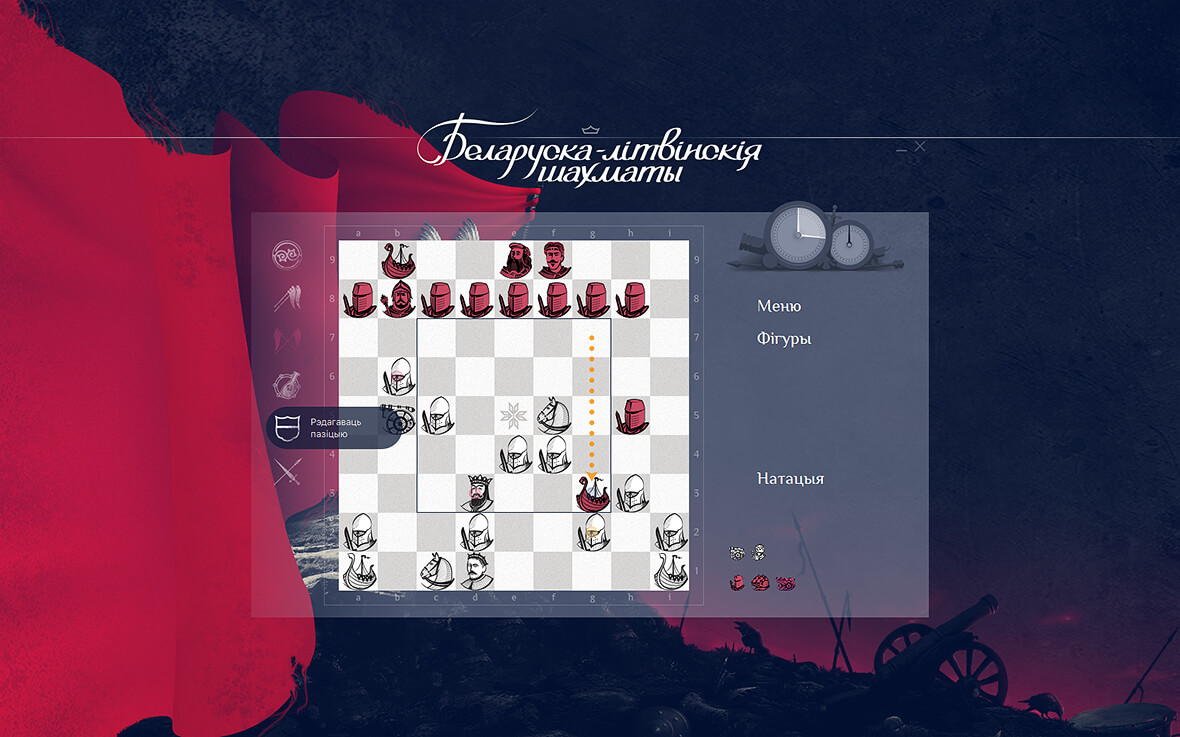
Игровое поле "Белорусских шахмат для Windows" с выделенной кнопкой-переходом в режим редактора